# Peggy Bouchet
Pour les articles homonymes, voir Bouchet.
 (janvier 2017).
Si vous disposez d'ouvrages ou d'articles de référence ou si vous connaissez des sites web de qualité traitant du thème abordé ici, merci de compléter l'article en donnant les références utiles à sa vérifiabilité et en les liant à la section « Notes et références ».
Peggy Bouchet, née à Évian-les-Bains le 6 juin 1973, est une navigatrice, aventurière et une entrepreneuse française. Il s'agit de la première femme à avoir traversé l'océan Atlantique à la rame.

## Biographie

### Formation et carrière professionnelle
Après des études de droit d'entreprise et management, maîtrise et mastère en France et en Angleterre (université de Plymouth), elle devient, en 1996, ingénieure financière export au sein de la société Alcatel, à Paris.
En parallèle, germe son projet de traverser l'Atlantique à la rame en solitaire encore jamais réalisé par une femme. Elle recherche alors des sponsors et quitte Alcatel pour réaliser une traversée de l'Atlantique à la voile en équipage.
Elle étudie ensuite les meilleurs choix de bateau, de route, d'équipe.
En janvier 1998, elle trouve un sponsor, démissionne de son nouveau poste de responsable logistique au sein de la société 3M, intégré trois mois plus tôt et crée sa société destinée à la gestion et préparation de son aventure.

### Traversées de l'Atlantique
Le 10 mars 1998, elle quitte les Canaries, direction les Antilles. Après plus de 5 500 kilomètres, seule sur l'océan durant 79 jours en ramant plus de 10 heures par jour, elle approche enfin de son but, mais la mer se déchaîne, des creux de 7 mètres l'amènent à faire naufrage moins de 36 heures avant l'arrivée, à 130 kilomètres seulement  de la Guadeloupe. Pendant plus de 9 heures, elle reste, en survie, à califourchon sur la carène de son bateau qui s'enfonce inexorablement ; elle est sauvée in extremis. Elle est néanmoins la première femme à réaliser une partie de ce périple.
Elle ne veut toutefois pas rester sur cette « victoire inachevée ». Dix-huit mois plus tard, le 18 novembre 1999, elle repart donc du Cap Vert. Après plus de 800 000 coups d'avirons et 4 000 kilomètres à bout de bras, elle arrive en Martinique le 5 janvier 2000, devenant officiellement la première femme à avoir traversé l'Atlantique à la rame en solitaire.

### Après l'exploit
En 2000, elle rejoint brièvement les sociétaires habituels des Grosses Têtes sur RTL.
En 2008, elle devient présidente du jury « Envie d'agir », un organisme du ministère de la Jeunesse et des Sports destiné à encourager, soutenir et valoriser l'esprit d'entreprendre des jeunes porteurs de projets âgés de 11 à 30 ans.
En 2009-2010, elle est la marraine de l'École des mines de Paris et également chargée de cours pendant deux ans en gestion de projets auprès des élèves ingénieurs.
En 2010, elle est membre du jury du « Prix de l'Audace créatrice » créé par Marc Ladreit de Lacharrière, PDG de Fimalac, et de l'agence Fitch Ratings. Ce prix est remis chaque année à l'hôtel Matignon par le Premier ministre, récompensant une entreprise performante.
Peggy Bouchet anime également de nombreuses conférences en France et en Europe auprès du monde de l'entreprise, du grand public et d'étudiants.

## Publications
- Février 2015 : Oser toujours, céder parfois, renoncer jamais, éditions du Chêne
- Janvier 2000 : Ma victoire sur l'Atlantique, éditions du Cherche Midi

## Distinctions
- « Aventurière de l'année » par la Guilde européenne du Raid.
- « Le Premier Prix du Sénat » pour l'exploit sportif de l'année.
- « Femme en or 2001 », dans la catégorie « sport/aventure », trophée récompensant les 7 femmes les plus méritantes de l'année.
- « La Toison d'or de l'Aventure » lors du festival international du film d'aventure de Dijon.
- « La Borne de l'aventure de l'IGN », le jury national des journalistes, navigateurs et alpinistes lui décernent ce prix ; cérémonie transmise en direct sur France 3.
- « Le premier prix de la bourse d'aventure de la Ville de Paris » par la Ville de Paris.
- « Prix des Neiges », par les départements de Savoie et Haute-Savoie, distinction qui honore la personnalité qui a contribué au rayonnement des Savoie.